# 지바절
| 기                                                  | 세           | 절           | 백만년전      |
| --------------------------------------------------- | ------------ | ------------ | ------------- |
| 제4기                                               | 홀로세       | 메갈라야절   | 0-0.0042      |
| 제4기                                               | 홀로세       | 노스그립절   | 0.0042-0.0082 |
| 제4기                                               | 홀로세       | 그린란드절   | 0.0082-0.0117 |
| 제4기                                               | 플라이스토세 | 후기         | 0.0117-0.126  |
| 제4기                                               | 플라이스토세 | 지바절       | 0.126-0.781   |
| 제4기                                               | 플라이스토세 | 칼라브리아절 | 0.781-1.806   |
| 제4기                                               | 플라이스토세 | 젤라절       | 1.806-2.588   |
| 신진기                                              | 플리오세     | 피아첸차절   | 이전          |
| ICS에 따른 제4기의 지질 시대 구분. 2019년 5월 기준. |              |              |               |
| v • d • e • h                                       |              |              |               |

지바절(영어: Chibanian)은 77만년전부터 126,000년 전까지의 지질학적 기간을 뜻한다. 2020년 1월, 지바절이 정식으로 채택되기 전까지는 플라이스토세 중기(영어: Middle Pleistocene)라고 불렸다.
지바절은 기본적으로 칼라브리아절(브루느-마투야마 지자기 역전의 시작) 이후 시작하여 타란토절 또는 플라이스토세 후기로 끝나며 마지막 간빙기 시작(해양 동위원소 단계 5)에서 홀로세까지 차례대로 걸쳐 있는 단계에 위치해 있다.